# Soiuz 32
Soiuz 32 (rus: Союз 32, Unió 32) va ser un vol espacial tripulat de la Unió Soviètica en 1979 a l'estació espacial Saliut 6. Va ser la vuitena missió i el setè acoblament amb èxit a l'estructura orbitadora. La tripulació del Soiuz 32 va ser la tercera tripulació de llarga durada a l'estació.
Els cosmonautes Vladímir Liàkhov i Valeri Riumin van estar 175 dies a l'espai, batent un nou rècord de permanència a l'espai. Com que va apèixer un problema amb la tripulació visitant per acoblar-se amb èxit i la decisió resultant d'enviar una nau espacial Soiuz no tripulada com a substitució de vehicle de retorn, la tripulació del Soiuz 32 no va tenir visitants.

## Tripulació
| Posició         | Tripulació de llançament             | Tripulació d'aterratge |
| --------------- | ------------------------------------ | ---------------------- |
| Comandant       | Vladímir Liàkhov Primer vol espacial | Cap                    |
| Enginyer de vol | Valeri Riumin Segon vol espacial     | Cap                    |

### Tripulació de reserva
| Posició         | Tripulació       | Tripulació       |
| --------------- | ---------------- | ---------------- |
| Comandant       | Leonid Popov     | Leonid Popov     |
| Enginyer de vol | Valentín Lébedev | Valentín Lébedev |

## Paràmetres de la missió
- Massa: 6800 kg
- Perigeu: 198,4 km
- Apogeu: 274,3 km
- Inclinació: 51,61°
- Període: 89,94 minuts